# Jesús Mena
Jesús Mena Campos (Gómez Palacio, 28 maggio 1968) è un ex tuffatore messicano.

## Biografia
Ha rappresentato il Messico ai Giochi olimpici di Seul 1988, vincendo la medaglia di bronzo nel concorso dei tuffi dalla piattaforma 10 metri, alle spalle dello statunitense Greg Louganis (oro) e del cinese Xiong Ni (argento). È invece giunto settimo nel concorso del trampolino 3 metri, subito dietro al connazionale Jorge Mondragón.
Ha partecipato ai XI Giochi panamericani del 1991 a L'Avana, dove ha vinto la medaglia di bronzo nella piattaforma 10 metri, superato in finale dal cubano Roger Ramírez.
Ai Giochi olimpici di Barcellona 1992, è stato eliminato nel turno qualificatorio della piattaforma 10 metri con il quindicesimo piazzamento in classifica.